# Malla (India)
Malla fu uno dei solasa (ovvero sedici) mahajanapada dell'antica India che vengono riportati nel Anguttara Nikaya. Fu così chiamato per via del clan che lo governava che possedeva lo stesso nome.
Il Mahābhārata (VI.9.34) cita il territorio come  Mallarashtra (Stato di Malla). La mahajanapada di Malla era situata a nord del Magadha. Fu un piccolo mahajanapada. Venne successivamente diviso in due parti principali e si crede che il fiume Kakuttha (oggi Kuku) fosse la linea di demarcazione. Le capitali di queste due entità furono Kusavati o Kuśināra (la moderna Kasia vicino Gorakhpur) e Pāvā (moderna Padrauna). Kuśināra e Pava e sono molto importanti nella storia del buddismo.